# Basilika Mariä Himmelfahrt (Zduńska Wola)

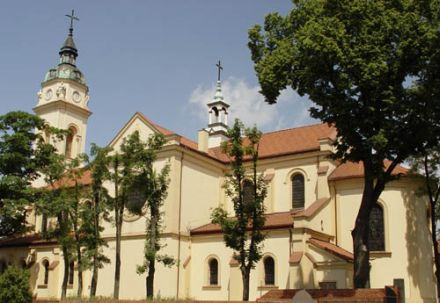
Basilika Mariä Himmelfahrt

Die Basilika Mariä Himmelfahrt (polnisch Bazylika Wniebowzięcia Najświętszej Maryi Panny) ist eine römisch-katholische Kirche in Zduńska Wola in der Woiwodschaft Łódź. Die Pfarrkirche des Bistums Włocławek trägt den Titel einer Basilica minor. Die neobarocke Kirche wurde in den 1870er Jahren gebaut und steht unter Denkmalschutz.

## Geschichte
Die Geschichte der Pfarrei beginnt mit einer öffentlichen Kapelle Unserer Lieben Frau vom Schnee im Herrenhaus in Zduńska Wola, die ab 1599 einen von der Pfarrei getrennten Priester hatte. Im Jahre 1767 wurde eine Pfarrei in Zduńska Wola gegründet, die bis 1818 zum Erzbistum Gniezno gehörte. Als Pfarrkirche wurde im Jahre 1782 eine Holzkirche Mariä Himmelfahrt errichtet.
Die heute bestehende Pfarrkirche wurde 1872 dank der Bemühungen des Pfarrers Ignacy Kolbe erbaut und 1891 geweiht. Während des Zweiten Weltkriegs wurde infolge von Bombenangriffen das Dach zerstört und der Chor der Kirche abgerissen.
2004 wurde der Pfarrei der Titel des Heiligtums der Geburt und Taufe des hl. Maximilian Kolbe verliehen. Papst Benedikt XVI. erhob die Kirche 2009 in den Rang einer Basilica minor.

## Beschreibung
Die dreischiffige Backsteinkirche wurde im neobarocken Stil als Basilika mit einem Glockenturm errichtet. Während des Wiederaufbaus nach dem Brand im Jahr 1921 wurde die Struktur des Turms geändert, indem ein Stockwerk mit einer Uhr hinzugefügt wurde. Sein Geläut umfasst vier Glocken.
Der barocke Hauptaltar aus Marmor stammt aus der Mitte des 17. Jahrhunderts und wurde aus der Kathedrale von Włocławek erworben. Bei der großen Renovierung im Jahr 1993 erhielt die Kirche eine Orgel.